# Rhembobius bifrons
Rhembobius bifrons är en stekelart som först beskrevs av Gmelin 1790.  Rhembobius bifrons ingår i släktet Rhembobius och familjen brokparasitsteklar. Arten är reproducerande i Sverige. Inga underarter finns listade i Catalogue of Life.